# Boeing RC-135
RC-135W Rivet Joint je americký průzkumný letoun vyvinutý společností Boeing, ale modifikovaný technologiemi více společností včetně General Dynamics, Lockheed, LTV, E-Systems a L3 Technologies.

## Vznik a vývoj

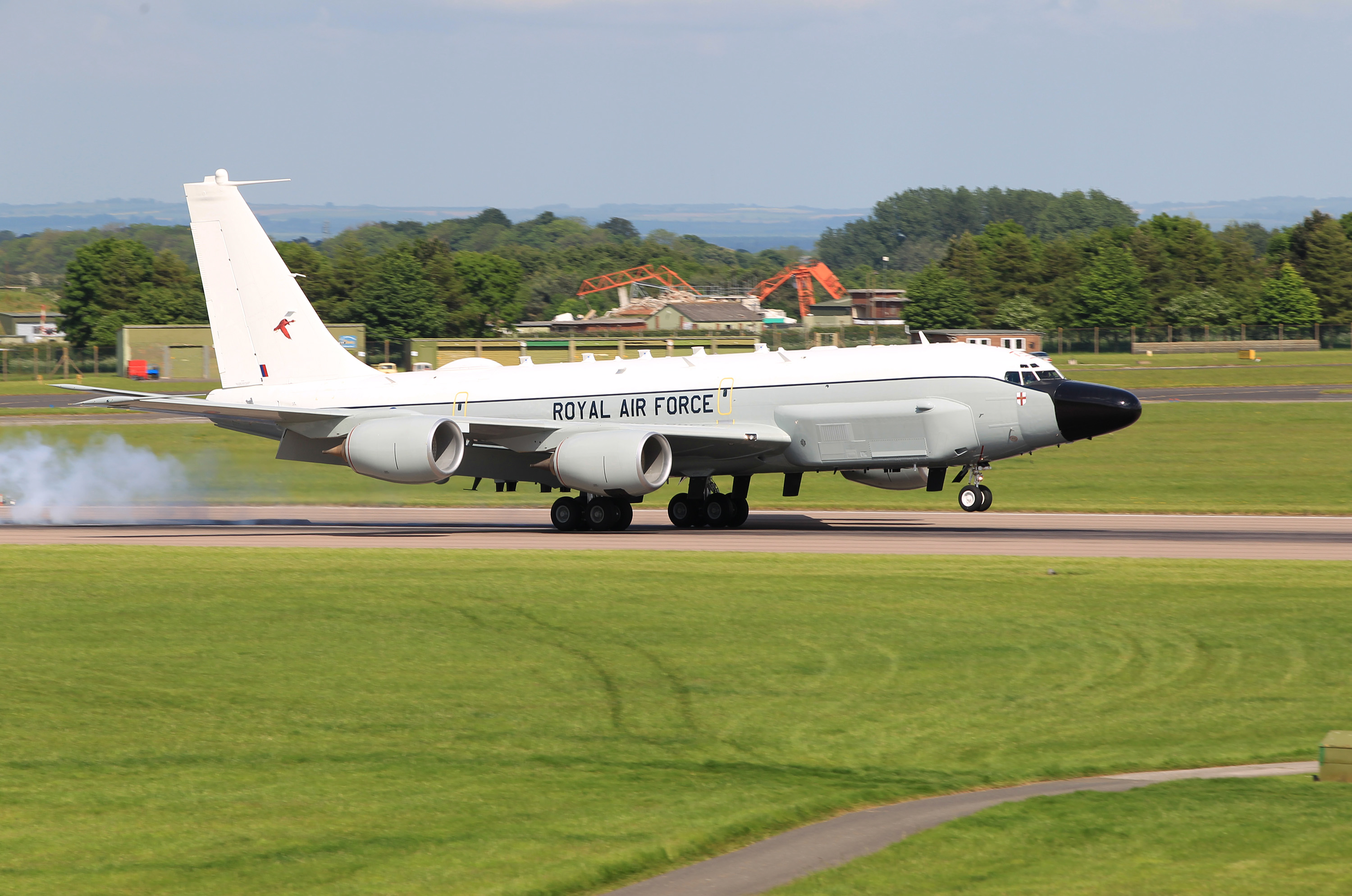
Letadlo RC-135W přistává na základně RAF ve Waddingtonu

Když firma Boeing začala v roce 1954 testovat prototyp 367-80 "Dash 80", doufala, že letecké společnosti budou mít o letadlo enormní zájem. Při konstrukci letadla se využilo množství zkušeností získaných při vývoji proudových bombardérů B-47 a B-52. Se zdviženým křídlem a pohonem čtyř proudových motorů představoval Dash 80 nejmodernější dostupné komerční dopravní letadlo.
Paradoxně však o letadlo neprojevily takový zájem komerční letecké společnosti jako spíše americké letectvo, které si uvědomilo, že na podporu svých proudových bombardérů bude potřebovat proudové tankovací letadlo. Proto si v září 1955 objednali u Boeingu svůj první proudový tanker. Ten vznikl právě na bázi letadla Dash 80, do kterého byl přidán tankovací systém s výsuvným ramenem. Tento stroj, známý jako KC-135A Stratotanker, vstoupil do služby 28. června 1957 a Boeing pokračoval ve vývoji této vojenské linie pod označením Model 717.
Celkem Boeing vyrobil 732 různých verzí letadel KC-135. Mnohé z nich se nakonec dočkaly i modernizace pohonného systému, když získaly moderní proudové motory CFM56 (v armádě označované jako F108). Tyto stroje nesly pojmenování KC-135R. Na základě těchto letadel vyvinul Boeing i dopravní verzi C-135, velitelská letadla EC-135 a nakonec i stroje určené ke shromažďování zpravodajských informací RC-135.
První varianta RC-135 byla objednána v roce 1962. Tato průzkumná verze, vybavená fotografickým zařízením, nesla označení RC-135A a byla zavedena v polovině 60. let. Je však třeba říci, že nešlo o úplně první verze RC-135 využívané americkým letectvem. Skutečně první variantou byla RC-135S, která začala provádět průzkumné mise v roce 1961; v roce 1962 ji následovala RC-135D. 
Po ukončení výroby fotografické verze RC-135A se začala vyrábět varianta RC-135B, která sloužila k elektronickému průzkumu. 
V roce 1972 se začalo s konverzí tří tankerů KC-135A na průzkumné RC-135D Office Boy/Rivet Brass. Všechny následující varianty RC-135 vznikly konverzí transportních C-135, tankovacích KC-135 nebo prvotních verzí "RC".
Verze RC-135C Big Team byla vybavena automatickým lokalizačním systémem AEELS (automated electronic intelligence emitter locating system), anténou a kamerou, které se nacházely v zadní části trupu.
RC-135T Rivet Dandy byla modifikovaná KC-135T, vybavená systémem SIGINT (signal inteligence).
Verze RC-135E Rivet Amber byla určena pro monitorování zkoušek sovětských balistických raket. Jediné letadlo tohoto typu havarovalo 5. června 1969 během přeletu ze Shemya do Eielsonu.
RC-135st Rivet Ball má prodloužený nosní radom, ve kterém je anténa pro příjem signálů v pásmu S.
RC-135st Cobra Ball je vylepšená verze Rivet Ballu, vybavená elektrosenzory pro monitorování letů balistických raket dlouhého dosahu.
RC-135U Combat Sent je určen pro sběr dat typu ELINT (electronic inteligence), která se následně využívají při výrobě pokročilých radarových výstražných přijímačů, rušiček, návnad, protiradarových raket a výcvikových simulátorů.
V červnu 2011, po 37 letech, ukončilo Royal Air Force provoz typu Nimrod R1, určeného k signálnímu zpravodajství. Plány na výměnu těchto letadel probíhaly v rámci projektu známého jako Airseeker. Počítalo se s nabytím tří letadel RC-135W, která měla vzniknout přestavbou draků letadel KC-135R. Všechny tři stroje získalo RAF v průběhu let 2013 až 2017.

## Uživatelé
- USA
  - United States Air Force

- Spojené království
  - Royal Air Force

## Specifikace (RC-135V/W)

### Technické údaje
- Posádka: 2 piloti + 2 navigátoři + 21 - 27 členů posádky (v závislosti na misi)
- Délka: 41,1 m
- Rozpětí: 39,9 m
- Výška: 12,8 m
- Nosná plocha: 226 m²
- Hmotnost prázdného letounu: 78 743 kg
- Maximální vzletová hmotnost: 133 633 kg
- Pohonná jednotka: 4 × dvouproudový motor CFM International F-108-CF-201 o tahu 98 kN

### Výkony
- Maximální rychlost: 933 km/h
- Dostup: 15 240 m
- Dolet: 6 500 km[5]